# گرگ سنتارو
گرگ سنتارو (فرانسوی: Greg Centauro‎؛ زاده ۱۰ ژانویهٔ ۱۹۷۷ درگذشته ۲۶ مارس ۲۰۱۱) یک کارگردان پورنوگرافی اهل فرانسه بود.